# Schloss Minnesheim

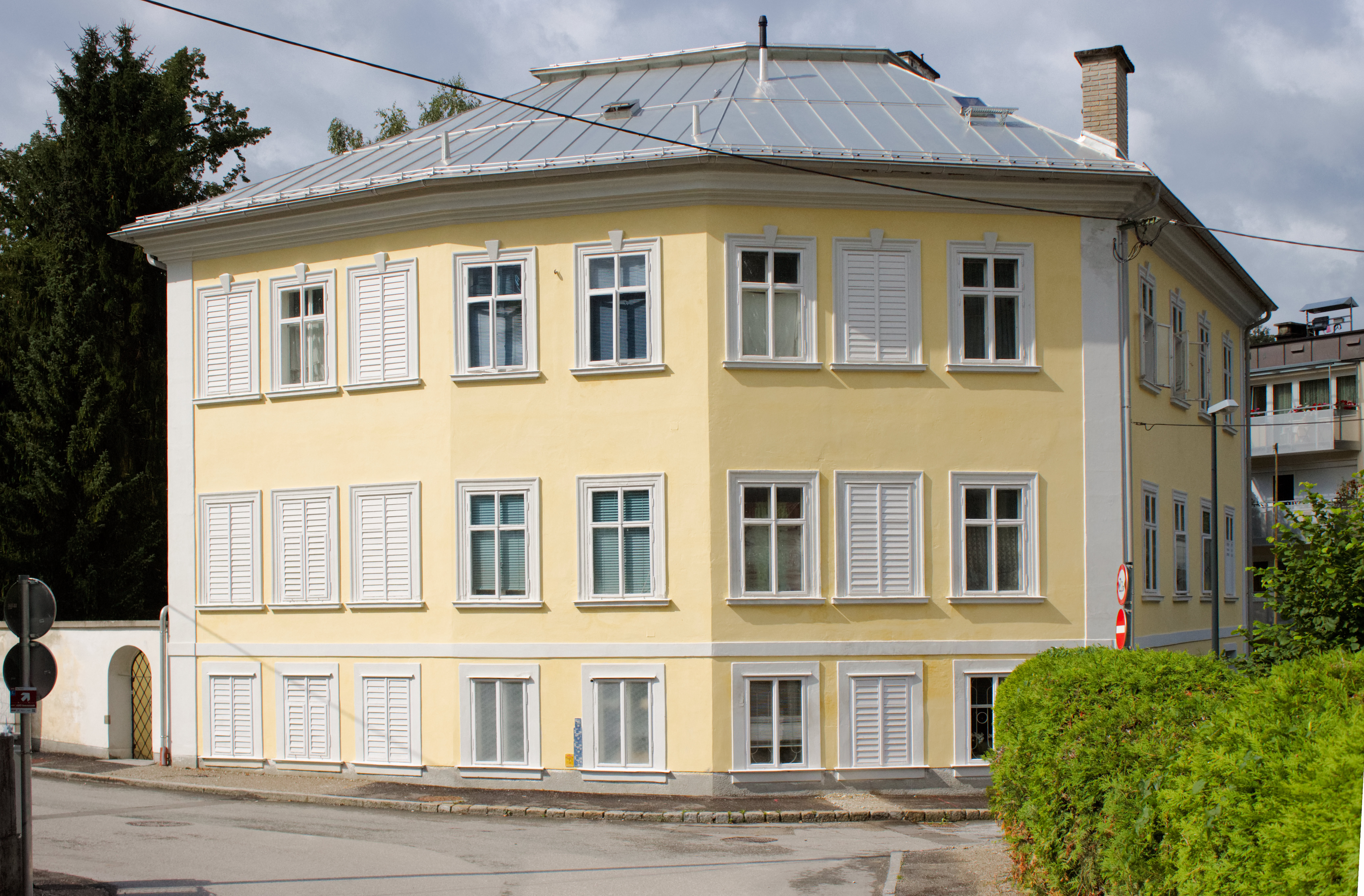
Schloss Minnesheim

Das Schloss Minnesheim ist ein aus dem 17. Jahrhundert stammender Bau in der österreichischen Stadt Salzburg im Stadtteil Gnigl. Es ist heute im Besitz der Stadtgemeinde und wird zu Wohnzwecken verwendet.

## Geschichte

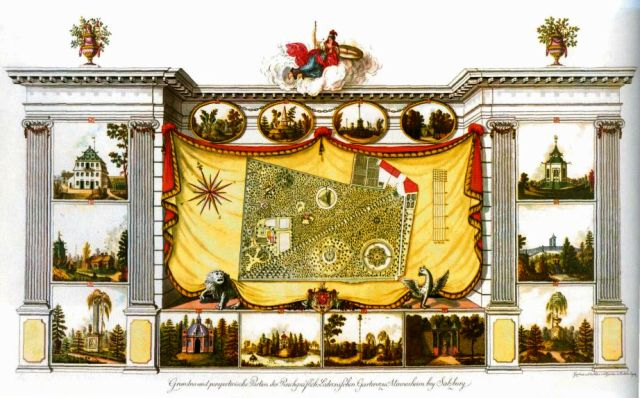
Schloss Minnesheim nach einer kolorierten Radierung von Friedrich Müller um 1793

Das Schloss wurde von Erzbischof Paris Lodron als Sommerresidenz und Familiensitz (und speziell für seine Schwägerin Gräfin Katharina Lodron) 1644 an der Stelle des sogenannten Hofhölzls errichtet und befindet sich heute an der Grazer Bundesstraße 22. 
Durch die von Paris Lodron veranlasste Trockenlegung des Schallmooser Moors konnte die Gegend um das heutige Gnigl erschlossen werden. Das Schlösschen passte sich durch seine beiden Mauerknicke der bereits bestehenden Straße an. Vom Gartensaal der Vorderfront ging es in den Park mit seiner Lindenallee.
Am Schloss befindet sich die Aufschrift „Dulce oblivia vitae“ (lat., „Süß ist es, das Leben zu vergessen“). Damit wird der Gedanke des Entschwindens von Alltagssorgen ausgedrückt. Zu dem Schloss gehörte ein kunstvoll angelegter Park (heute: Minnesheimpark oder Gnigler Park). Der alte Barockgarten wurde von Franz Graf Lodron, Hofmarschall des Erzbischofs Hieronymus von Colloredo  um 1790 in einen romantischen Garten im Stil des Klassizismus und der Frühromantik und als Lustort für Alle umgestaltet. Die zehn Parkveduten lauteten: „Schlösschen“, „Das holländische Meierhaus“, „Das Denkmal Kaiser Leopold des I.“, „Die Kapelle“, „Die Hasenburg im Ententeich“, „Das Taubenhaus“, „Die Büste des Horaz“, „Erinnerungsmonument von 1793“, „Die chinesische Brücke“, „Das chinesische Lusthaus auf dem Rosenhügel“, „Dreiseitiges Marmorpostament mit drei Inschriften (Der einsamen Betrachtung, Dem denkenden Leser, Dem geselligen Vergnügen)“, „Chinesisches Vogelhaus“, „Pyramide zum Andenken an die nouvelle Heloise“ und „Familienmonument der Grafen Lodron“. Ein Obelisk wies mit seinen Geheimzeichen Graf Lodron als Freimaurer aus. Da der Park für die Allgemeinheit geöffnet war, hielt sich der Adel zurück. Im Franziszeischen Kataster von 1830 ist der Park mit teils symmetrischen, teils asymmetrischen Wegen und Plätzen als Ziergarten ausgewiesen. 

## Schloss Minnesheim heute

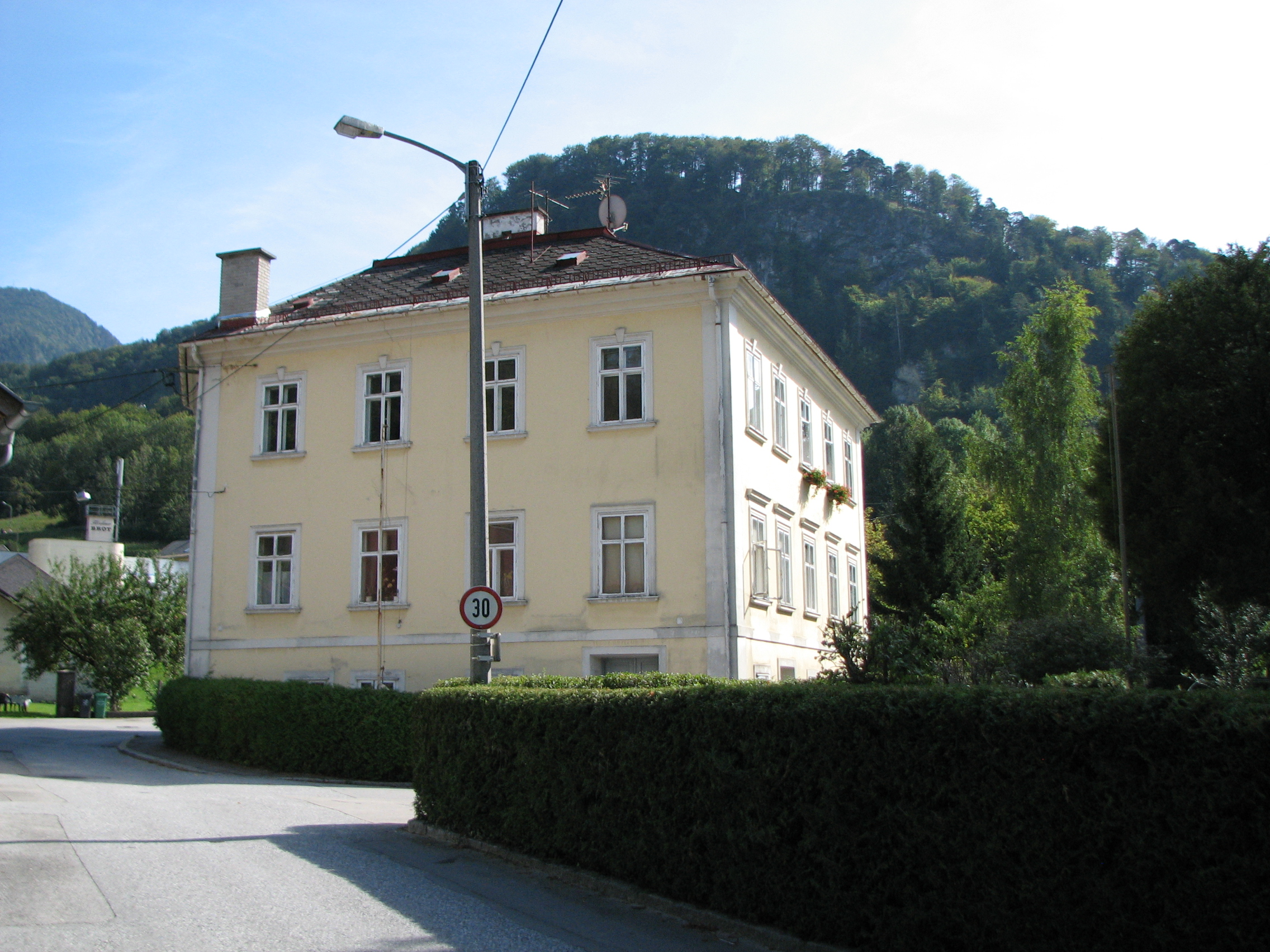
Rückseite des Schlosses

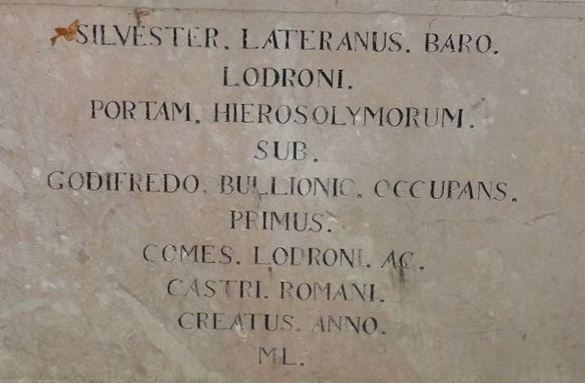
Gedenkstein im Minnesheimer Park

Baron Helldorf, an den 1885 Minnesheim gefallen war, ließ sämtliche Ausstattungsstücke mit Ausnahme eines einzigen Gedenksteins auf sein Schloss Tallenstein bei Völkermarkt in Kärnten bringen und verkaufte 1915 das Schloss an die damalige Gemeinde Gnigl. Von 1915 bis 1928 diente das umgebaute Haus als Volksschule. Danach wurde es zu einem Mietshaus umgestaltet. Dadurch ist der Schlosscharakter mehr oder minder verloren gegangen; auch äußerlich macht das Gebäude derzeit einen heruntergekommenen Eindruck.
Durch den Bau der Grazer Bundesstraße ist das Schlossgebäude von dem Park abgetrennt worden. Dieser existiert heute noch als 2 ha großer Gemeindepark; allerdings sind die kunstvollen Anlagen verloren gegangen. Er ist heute im Sinne eines englischen Gartens umgestaltet. Der Baumbestand stammt großteils aus der Gründerzeit des Parks. 
Im Park ist das Figurenensemble Die vier Jahreszeiten aufgestellt; innerhalb der vier allegorischen Figuren der Jahreszeiten befindet sich ein Steinwürfel, der auf drei Seiten die Frühgeschichte der Familie der Lodrons erzählt. Ein vermutbares Relief, das zur Erklärung wichtig wäre, ist verloren gegangen. Die drei Inschriften lauten wie folgt:

„SILVESTER LATERANUS BARO LODRONI PORTAM HIEROSOLIMORUM SUB GODFREDO BULLIONIO OCCUPANS PRIMUS COMES LODRONI AC CASTRI ROMANI CREATUS ALLO ML.“

„Silvester Lateran, Freiherr von Lodron, als er unter Gottfried von Bouillon das Jerusalemer Tor in Besitz nach. Er wurde im Jahr 1050 zum Grafen Lodron und des römischen Lagers erhoben“ (op. cit.). Der Übersetzer bemerkt allerdings, dass der Kreuzzug des Gottfried von Bouillon erste 1099 stattfand.

„AD PERIPATUAM REI MEMORIAM AC IN POSTERIUM EMULATIONEM FELIN IN PATRIAM PEDOX F F ANNO MLII.“

„Zum andauernden Angedenken an diese Heldentat und als Vorbild für die Nachwelt veranlasste er 1052 die erfolgreiche Rückführung (eine Trophäe?) in das Vaterland“ (op. cit.).

„DIGNORE TANTI VIRI ERECTO MONUMENTO CARA VESTIGIA INJURIAE TEMPORUM EREPTA HIC TRANFERRI JUSSIT FRENZISCUS NEPO ANNO MDCCXCV.“

"Nach Errichtung eines würdigen Denkmals für einen so bedeutenden Mann befahl der Nachkomme Franz im Jahr 1795, die teuren Überreste der möglichen Beschädigung durch Zeitumstände zu entziehen und hierher zu überführen" (op. cit.).